# Riama
Riama es un género de lagartos de la familia Gymnophthalmidae. Incluye a 30 especies que se distribuyen por la mitad norte de Sudamérica y la isla Trinidad. 

## Especies
Se reconocen a las siguientes 30 especies:
- Riama achlyens (Uzzell, 1958)
- Riama afrania Arredondo & Sánchez-Pacheco, 2010
- Riama anatoloros (Kizirian, 1996)
- Riama aurea Sánchez-Pareco, Aguirre-Penafiel & Torres-Carvajal, 2012
- Riama balneator (Kizirian, 1996)
- Riama cashcaensis (Kizirian & Coloma, 1991)
- Riama colomaromani (Kizirian, 1996)
- Riama columbiana (Andersson, 1914)
- Riama crypta Sánchez-Pacheco, Kizirian & Sales Nunes, 2011
- Riama hyposticta (Boulenger, 1902)
- Riama inanis (Doan & Schargel, 2003)
- Riama kiziriani Sánchez-Pareco, Aguirre-Penafiel & Torres-Carvajal, 2012
- Riama labionis (Kizirian, 1996)
- Riama laevis (Boulenger, 1908)
- Riama luctuosa (Peters, 1863)
- Riama meleagris (Boulenger, 1885)
- Riama oculata (O'Shaughnessy, 1879)
- Riama orcesi (Kizirian, 1995)
- Riama petrorum (Kizirian, 1996)
- Riama raneyi (Kizirian, 1996)
- Riama rhodogaster Rivas, Schargel & Meik, 2005
- Riama shrevei (Parker, 1935)
- Riama simotera (O’Shaughnessy, 1879)
- Riama stellae Sánchez-Pacheco, 2010
- Riama stigmatoral (Kizirian, 1996)
- Riama striata (Peters, 1863)
- Riama unicolor Gray, 1858
- Riama vespertina (Kizirian, 1996)
- Riama vieta (Kizirian, 1996)
- Riama yumborum Aguirre-Peñafiel, Torres-Carvajal, Sales Nunes, Peck & Maddock, 2014

Hasta hace poco Proctoporus laudahnae se incluía en este género.